# Aeroportul Regional Southwest Wyoming
Aeroportul Regional Southwest Wyoming (IATA: RKS, ICAO: KRKS, FAA LID: RKS) este un aeroport din Wyoming, Statele Unite ale Americii ce deservește zona Rock Springs⁠(d). Aeroportul a fost tranzitat în 2019 de 48.112 pasageri. A fost numit după zona deservită.
Situat la o altitudine de 2.062 m, aeroportul dispune de 2 piste.

## Infrastructură

### Piste
Aeroportul dispune de 2 piste. Pista 03/21 are suprafața de asfalt și dimensiunile 5.228 picioare × 75 picioare. Pista 09/27 are suprafața de asfalt și dimensiunile 10.000 picioare × 150 picioare. 